# Ademar Miranda Júnior
Ademar Miranda Júnior, genannt Ademar Pantera, (* 17. Oktober 1941 in São Paulo; † 30. November 2001 ebenda) war ein brasilianischer Fußballspieler.
Er begann 1960 seine Karriere als 19-Jähriger bei Prudentina EA aus São Paulo. Dieser war zu der Zeit ein drittklassiger Verein. 1961 gelang der Aufstieg in die zweite Liga und von 1962 bis 1967 die bislang einzigen Teilnahmen in der Série A. Aufgrund seiner aggressiven Spielweise erwarb er sich den Beinamen Pantera, zu deutsch Panther. Seine Auftritte in der ersten Liga veranlassten 1964 den SE Palmeiras zur Verpflichtung des Spielers.
Für diesen Verein bestritt Ademar Pantera seinen meisten Spiele. Ein Beinbruch, den er sich im Spiel gegen den Botafogo FC (SP) zuzog, verursacht durch seinen Gegenspieler Baldocchi, verhinderte seine Teilnahme an der Fußball-Weltmeisterschaft 1966.
Nach dem Verheilen seiner Verletzung wechselte er 1967 zum CR Flamengo nach Rio de Janeiro. In dieser Saison wurde der Spieler beim Torneio Roberto Gomes Pedrosa Torschützenkönig. Bereits ein Jahr später kehrte er zu Palmeiras zurück. Im selben Jahr wechselte er wieder, dieses Mal zum Fluminense FC. Aber bereits 1969, nunmehr beim Coritiba FC, beendete der Panther mit nur 28 Jahren seine Karriere.
2001 starb er im Hospital Sírio-Libanês in São Paulo an einer Muskelschwundkrankheit.

## Erfolge
Palmeiras
- Torneio Rio-São Paulo: 1965
- Staatsmeisterschaft von São Paulo: 1966

Coritiba
- Staatsmeisterschaft von Paraná: 1969

## Auszeichnungen
- Torneio Rio-São Paulo: 1965
- Brasilianischer Torschützenkönig: 1967